# 羽原大介
羽原 大介（はばら だいすけ、1964年11月27日 - ）は、日本の劇作家、脚本家、演出家。
鳥取県出身、日本大学明誠高等学校、日本大学芸術学部文芸学科卒業。劇団昭和芸能舎主宰。

## 来歴
日本大学芸術学部ではよしもとばななと同期。大学時代に見た舞台『ストリッパー物語』でつかこうへいに興味を持つ。大学を卒業し芸能プロダクションのサンミュージックにてアイドルのマネージャーをしていた所、先輩マネージャーの紹介でつかこうへいに会い、「おまえ何で大学まで出て、アイドルのパンティーストッキングたたむような仕事してるんだ」「会社やめて俺のところに来たらいいじゃないか」のつかの言葉に、翌日辞表を提出してつかに師事。つかこうへい事務所にてつかの運転手・付き人・裏方等を経験した後、3年後つかの紹介で映像制作会社に就職し、低予算ドラマの脚本を見よう見真似で書き始める。29歳で退職。
1992年に脚本家としてデビューすると、幅広いジャンルの作品で執筆活動を行う傍らで、2001年には北島義明、及川以造らと劇団新宿芸能社（現・昭和芸能舎）を旗揚げし、同劇団では演出も担当。2006年には映画『パッチギ!』で日本アカデミー賞優秀脚本賞（共同脚本）を、翌2007年に映画『フラガール』で日本アカデミー賞最優秀脚本賞（共同脚本）を受賞するなど、現在は舞台に加えて映画・テレビドラマ・テレビアニメの脚本を手掛ける。2014年にはNHK連続テレビ小説『マッサン』の脚本を担当する。
2008年1月開校の新宿村演技塾では講師を務める。
2022年4月、新たに演劇ユニット・羽原組を始動させることを発表。

## 作品

### 舞台
- 心をこめて (1992) RUP
- スキャンダル (1992) RUP
- 花のお江戸の法界坊 (1992) RUP
- 船橋純情愚連隊 (1993) RUP
- すっぽんぽん! (2001) 新宿芸能社
- 歌舞伎町フルモンティ (2002) 新宿芸能社
- 二丁目行進曲 (2003) 新宿芸能社
- ドカチン (2003) 新宿芸能社
- 二丁目行進曲’04 (2004) 新宿芸能社
- チェリーボーイズ (2004) 新宿芸能社
- 横丁のデカプリオ (2005) 新宿芸能社
- ちんどん (2006) 新宿芸能社
- ドカチン〜下北沢死闘編〜 (2007) 新宿芸能社
- 何日君再来 (2007) RUP
- 歌の翼にキミを乗せ (2007) RUP
- へそのはなし (2007) 新宿芸能社
- 銀座通りのデカプリオ (2008) 新宿芸能社
- フラガール (2008) 赤坂ACTシアター TBS
- ラストゲーム 最後の早慶戦 (2008) D-BOYS STAGE
- ラフカット2008 (2008) プラチナ・ペーパーズ
- 歌の翼にキミを乗せ (2008) 新宿芸能社
- シャリトーベルサイユ (2008) ブルーミンググループ
- 鴉〜KARASU〜 (2009) D-BOYS STAGE
- パッチギ!（2009）新国立劇場中劇場
- ラストコーラス (2010) 新宿芸能社
- テンペスト (2011) 赤坂ACTシアター
- 祖国へ (2011) 昭和芸能舎
- テニアン〜歌の翼にキミを乗せ2011〜 (2011) 昭和芸能舎
- ツチノコまつり〜土野幸太郎一家の挑戦〜(2012) 昭和芸能舎
- 七人のオカマ〜映画『EDEN』公開記念公演〜(2012) 昭和芸能舎
- 狂人遊戯 (2025) 春錦匠の会

ほか多数

### 映画
- スーパースキャンダル SUPER SCANDAL（1996年）
- Dolphin Through ドルフィン・スルー（1998年）
- ゲロッパ!（2003年）
- 穴「夢穴」（2004年）
- パッチギ!（2005年）
- 映画 ふたりはプリキュア Max Heart（2005年）
- 実写映画 テニスの王子様（2006年）
- フラガール（2006年）
- ゲゲゲの鬼太郎（2007年）
- パッチギ! LOVE&PEACE（2007年）
- 伝染歌（2007年）
- TO THE FUTURE（2008年）
- ボックス!（2010年） - 脚本協力
- ヒーローショー（2010年）
- 極道めし（2011年）
- サラリーマンNEO 劇場版（笑）（2011年）
- EDEN （2012年）
- 綱引いちゃった! （2012年）
- BLEACH 死神代行篇（2018年） - 佐藤信介と共同
- 劇場版 トリリオンゲーム（2025年）

### オリジナルビデオ
- 桃尻こねクション（1993年）
- 傷だらけの蝙蝠（1993年）
- ザ 首領（ドン）－火の玉伝説－（1993年）
- 任侠株式会社-会社の作り方教えます-（1994年）
- トラブルメーカー 奥様は女組長（1995年）
- ばっくれ（1995年）
- ウェディング・ドール 愛欲の洗脳（1995年）
- スケバン女教師（1995年）
- 野望の群れ（1996年）
- 改造屋総長エイジ（1996年）
- マル走改造自動車教習所（1996年）
- 重役秘書 役員室での情事（1999年）
- 捜査四課対広域暴力団（2000年）

### テレビドラマ
- ふんどし刑事（1992年、TBS）
- 銀狼怪奇ファイル（1996年、日本テレビ）
- 聖龍伝説（1996年、日本テレビ）
- D×D（1997年、日本テレビ）
- 真・女神転生デビルサマナー（1997年 - 1998年、テレビ東京）
- 美少女新世紀 GAZER（1998年、テレビ朝日）
- なっちゃん家（1998年、テレビ朝日）
- ひなたぼっこ（1998年 - 1999年、TBS「花王 愛の劇場」）
- 熱血恋愛道（1999年、日本テレビ）
- 千年王国III銃士ヴァニーナイツ（1999年、テレビ朝日）
- 賭事女王〜GAMBLE QUEEN〜（1999年 - 2000年、フジテレビ）
- たのしい幼稚園（2001年、TBS「愛の劇場」）
- 明日があるさ（2001年、日本テレビ）
- ジプシー（2001年、フジテレビ） - バラエティ番組『少年タイヤ』内で放送
- 青木さん家の奥さん（2002年、フジテレビ） - バラエティ番組『少年タイヤ』内で放送
- 演技者。（2002年 - 2003年、フジテレビ）
- またのお越しを（2003年、TBS「愛の劇場」）
- ラーメン発見伝（2004年、日本テレビ）
- お・ばんざい!（2007年、毎日放送「ドラマ30」）
- 母さんへ（2009年、NHK福岡「福岡発ドラマスペシャル」）
- モリのアサガオ（2010年、テレビ東京）
- 見知らぬわが町（2010年、NHK福岡「開局80周年記念 福岡発地域ドラマ」）[9]
- ランナウェイ〜愛する君のために（2011年、TBS）
- オヤジバトル!（2011年、NHK福岡北九州開局80周年ドラマ）
- とんび（2012年、NHK「土曜ドラマスペシャル」）
- ビューティフルレイン（2012年、フジテレビ）
- ダブルフェイス 潜入捜査編・偽装警察編（2012年、TBS・WOWOW共同制作）
- かすてぃら（2013年、NHK BSプレミアム「プレミアムドラマ」）
- そんじょそこら商店街（2014年、NHK大分「大分発地域ドラマ」）
- マッサン（2014年 - 2015年、NHK「連続テレビ小説」）
- 平成猿蟹合戦図（2014年、WOWOW「連続ドラマW」）
- 誤断（2015年、WOWOW「連続ドラマW」）
- 東京すみっこごはん（2017年、WOWOW「連続ドラマW」）[注 1]
- 神様からひと言〜なにわ お客様相談室物語〜（2017年、NHK「土曜ドラマ」）[注 2]
- 黒革の手帖（2017年、テレビ朝日）
- ミッドナイト・ジャーナル 消えた誘拐犯を追え!七年目の真実（2018年、テレビ東京）
- 昭和元禄落語心中（2018年、NHK総合）
- スパイラル〜町工場の奇跡〜（2019年、テレビ東京「ドラマBiz」）
- 白い巨塔（2019年、テレビ朝日）
- サイン-法医学者 柚木貴志の事件-（2019年、テレビ朝日）
- こもりびと（2020年、NHK総合）
- 当確師（2020年、テレビ朝日）
- ちむどんどん（2022年、NHK「連続テレビ小説」）
- キッチン革命（2023年、テレビ朝日）
- トリリオンゲーム（2023年、TBS）
- 天城越え（2025年、NHK）

### テレビアニメ
- 人形草紙あやつり左近（1999年）
- あたしンち（2002年）
- 釣りバカ日誌（2003年） - 第34話のみ
- プリキュアシリーズ
  - ふたりはプリキュア（2004年）
  - ふたりはプリキュア Max Heart（2005年 - 2006年）
  - ふたりはプリキュア Splash Star（2006年）
  - Yes!プリキュア5（2007年） - 第4話のみ
- アイシールド21（2005年 - 2006年）
- リリとカエルと(弟)（2006年） - 脚色
- マジンボーン（2014年） - 第1話 - 第6話までシリーズ構成・各話脚本を担当

### ラジオ
- ラジオドラマ「ストリッパー物語」（2018年6月11日、ニッポン放送） - 脚色[12]

### その他
- 鳥取県倉吉市観光PR動画 ふるさとムービー『ありがとう』（2024年） - 脚本・監督

## 受賞歴
- 第29回日本アカデミー賞優秀脚本賞（2006年、映画『パッチギ!』）
- 第30回日本アカデミー賞最優秀脚本賞（2007年、映画『フラガール』）[13][14]
- 2009年度ギャラクシー賞奨励賞（2009年、ドラマ『母さんへ』）
- 第9回バッカーズ演劇奨励賞（2009年、舞台『長ぐつのロミオ』）
- 2010年度月間ギャラクシー賞（2010年、ドラマ『見知らぬわが町』
- モンテカルロ・テレビ祭最優秀賞（2012年、ドラマ『とんび』）
- 日本民間放送連盟賞 番組部門 テレビドラマ番組優秀賞（2013年、ドラマ『ダブルフェイス』 偽装警察編）
- 東京ドラマアウォード2013 単発ドラマ部門 グランプリ（2013年、ドラマ『ダブルフェイス』 潜入捜査編・偽装警察編）